# Piotr I (hospodar mołdawski)
Piotr I Muszatowicz (rum. Petru I Mușat; zm. 1391) – hospodar mołdawski w latach 1375/1377–1391.

## Biografia
Pochodzenie Piotra jest sporne. Zdaniem Juliusza Demela Piotr był synem hospodara Costei i Małgorzaty Muszaty córki Bogdana I (również Dominik Musialik uważa go za wnuka Bogdana poprzez matkę Muszatę). Z kolei zdaniem Jana Tęgowskiego Piotr był synem Stefana Bogdanowicza (syna hospodara Bogdana I) i jego drugiej żony Małgorzaty Muszaty.
Piotr I został wojewodą w 1375 lub 1377. Już w 1377 odparł najazd litewski na Mołdawię. Zdołał jednak ustabilizować sytuację mołdawską, a nawet podjąć ekspansję na południe. Prowadził szeroko zakrojoną akcję budowniczą, m.in. wzniósł twierdzę w Târgu Neamț i zamek w Suczawie – Suczawa była jego główną rezydencją. Doprowadził do unormowania stosunków z Litwą i Węgrami.
Na przełomie 1386 i 1387 udzielił schronienia Wasylowi, synowi wielkiego księcia moskiewskiego Dymitra Dońskiego. Wasyl, będący zakładnikiem w Złotej Ordzie, zbiegł stamtąd i przez Podole trafił na dwór Piotra. Po opuszczeniu Mołdawii udał się na Litwę, gdzie na początku 1387 zaręczył się z Zofią, córką Witolda Kiejstutowicza.
Piotr musiał stawić czoła roszczeniom hospodara wołoskiego Mirczy Starego. Tym tłumaczy się jego zbliżenie z Polską, uwieńczone złożeniem hołdu lennego królom Polski Władysławowi Jagielle i Jadwidze we Lwowie 27 września 1387. W 1388 udzielił Polsce pożyczki pod zastaw Pokucia i ziemi szepienickiej.
Na dokumencie wystawionym 27 stycznia 1388 w Łucku Władysław II Jagiełło nazwał Piotra swoim „zięciem” – w ten sposób określał mężów swoich siostrzenic i bratanic. Jan Tęgowski wysunął hipotezę, że w 1388 Piotr ożenił się z nieznaną z imienia księżniczką mazowiecką – córką Janusza I i Danuty Anny, siostry stryjecznej Jagiełły.
Zmarł w 1391, został pochowany w ufundowanej przez siebie cerkwi Mirăuți w Suczawie. Następcą Piotra na tronie mołdawskim był Roman I. Zdaniem J. Tęgowskiego był on jednym z synów Piotra (pochodzącym z pierwszego małżeństwa, obok niego z drugiego małżeństwa z księżniczką mazowiecką miał pochodzić drugi syn Iwaszko). Jednak według J. Demela i D. Musialika Roman był bratem, a nie synem Piotra.